# Magna Carter World Tour
Magna Carter World Tour fue una gira de conciertos que llevó a cabo el rapero estadounidense Jay-Z.

## Lista de temas
1. "Higher" (Intro) / "U Don't Know"
2. "Crown"
3. "On to the Next One"
4. "Holy Grail"
5. "FuckWithMeYouKnowIGotIt"
6. "Beach Is Better"
7. "99 Problems"
8. "Big Pimpin'"
9. "Picasso Baby"
10. "Tom Ford"
11. "Dirt off Your Shoulder"
12. "Somewhereinamerica"
13. "Nigga What, Nigga Who (Originator 99)"
14. "Pound Cake"
15. "I Just Wanna Love U (Give It 2 Me)"
16. "Niggas in Paris"
17. "Public Service Announcement"
18. "Clique"
19. "Run This Town"

Encore
1. "Encore"
2. "Empire State of Mind"
3. "Izzo (H.O.V.A.)"
4. "Hard Knock Life (Ghetto Anthem)"
5. "Young Forever"

## Lista de Shows
| Fecha                   | Ciudad           | País           | Lugar                            | Acto de apertura | Audiencia         | Recaudación |
| Europa                  | Europa           | Europa         | Europa                           | Europa           | Europa            | Europa      |
| ----------------------- | ---------------- | -------------- | -------------------------------- | ---------------- | ----------------- | ----------- |
| 3 de octubre de 2013    | Mánchester       | Inglaterra     | Manchester Arena                 | Timbaland        | 18,722 / 21,931   | $1,774,570  |
| 4 de octubre de 2013    | Mánchester       | Inglaterra     | Manchester Arena                 | Timbaland        | 18,722 / 21,931   | $1,774,570  |
| 6 de octubre de 2013    | Dublín           | Irlanda        | The O2                           | —                | —                 | —           |
| 8 de octubre de 2013    | Birmingham       | Inglaterra     | National Indoor Arena            | —                | —                 | —           |
| 10 de octubre de 2013   | Londres          | Inglaterra     | The O2 Arena                     | Timbaland        | 56,652 / 66,952   | $5,600,680  |
| 11 de octubre de 2013   | Londres          | Inglaterra     | The O2 Arena                     | Timbaland        | 56,652 / 66,952   | $5,600,680  |
| 12 de octubre de 2013   | Londres          | Inglaterra     | The O2 Arena                     | Timbaland        | 56,652 / 66,952   | $5,600,680  |
| 14 de octubre de 2013   | Londres          | Inglaterra     | The O2 Arena                     | Timbaland        | 56,652 / 66,952   | $5,600,680  |
| 17 de octubre de 2013   | París            | Francia        | Palais Omnisports de Paris-Bercy | —                | —                 | —           |
| 18 de octubre de 2013   | París            | Francia        | Palais Omnisports de Paris-Bercy | —                | —                 | —           |
| 20 de octubre de 2013   | Zúrich           | Suiza          | Hallenstadion                    | Timbaland        | 10,583 / 13,000   | $1,229,150  |
| 21 de octubre de 2013   | Antwerp          | Bélgica        | Sportpaleis                      | —                | —                 | —           |
| 23 de octubre de 2013   | Oslo             | Noruega        | Oslo Spektrum                    | —                | —                 | —           |
| 25 de octubre de 2013   | Estocolmo        | Suecia         | Ericsson Globe                   | —                | —                 | —           |
| 27 de octubre de 2013   | Hamburgo         | Alemania       | O2 World                         | Timbaland        | 8,960 / 12,286    | $737,820    |
| 28 de octubre de 2013   | Colonia          | Alemania       | Lanxess Arena                    | —                | —                 | —           |
| 29 de octubre de 2013   | Ámsterdam        | Países Bajos   | Ziggo Dome                       | —                | —                 | —           |
| Norteamérica            |                  |                |                                  |                  |                   |             |
| 30 de noviembre de 2013 | Saint Paul       | Estados Unidos | Xcel Energy Center               | —                | —                 | —           |
| 1 de diciembre de 2013  | Lincoln          | Estados Unidos | Pinnacle Bank Arena              | —                | —                 | —           |
| 2 de diciembre de 2013  | Denver           | Estados Unidos | Pepsi Center                     | —                | —                 | —           |
| 6 de diciembre de 2013  | Anahein          | Estados Unidos | Honda Center                     | —                | —                 | —           |
| 7 de diciembre de 2013  | San Diego        | Estados Unidos | Valley View Casino Center        | —                | —                 | —           |
| 9 de diciembre de 2013  | Los Ángeles      | Estados Unidos | Staples Center                   | rowspan="2"      | 13,380 / 13,380   | $1,351,069  |
| 10 de diciembre de 2013 | Fresno           | Estados Unidos | Save Mart Center                 | 6,735 / 9,627    | $470,710          |             |
| 11 de diciembre de 2013 | San José         | Estados Unidos | SAP Center at San Jose           | —                | —                 | —           |
| 13 de diciembre de 2013 | Las Vegas        | Estados Unidos | Mandalay Bay Events Center       | —                | —                 | —           |
| 14 de diciembre de 2013 | Las Vegas        | Estados Unidos | Mandalay Bay Events Center       | —                | —                 | —           |
| 18 de diciembre de 2013 | Oklahoma City    | Estados Unidos | Chesapeake Energy Arena          | —                | —                 | —           |
| 19 de diciembre de 2013 | Houston          | Estados Unidos | Toyota Center                    | —                | —                 | —           |
| 20 de diciembre de 2013 | San Antonio      | Estados Unidos | AT&T Center                      | —                | —                 | —           |
| 21 de diciembre de 2013 | Dallas           | Estados Unidos | American Airlines Center         | Timbaland        | 11,713 / 12,808   | $966,269    |
| 27 de diciembre de 2013 | Atlanta          | Estados Unidos | Philips Arena                    |                  | 14,533 / 14,533   | $1,207,942  |
| 28 de diciembre de 2013 | Birmingham       | Estados Unidos | BJCC Arena                       | —                | —                 | —           |
| 2 de enero de 2014      | Sunrise          | Estados Unidos | BB&T Center                      | —                | —                 | —           |
| 4 de enero de 2014      | Charlotte        | Estados Unidos | Time Warner Cable Arena          | —                | —                 | —           |
| 5 de enero de 2014      | Greensboro       | Estados Unidos | Greensboro Coliseum              | —                | —                 | —           |
| 8 de enero de 2014      | Cleveland        | Estados Unidos | Quicken Loans Arena              | —                | —                 | —           |
| 9 de enero de 2014      | Chicago          | Estados Unidos | United Center                    | —                | —                 | —           |
| 10 de enero de 2014     | Auburn Hills     | Estados Unidos | The Palace of Auburn Hills       | rowspan="5"      | 9,536 / 12,132    | $590,525    |
| 12 de enero de 2014     | Nueva York       | Estados Unidos | Barclays Center                  | 26,079 / 26,079  | $3,158,563        |             |
| 13 de enero de 2014     | Nueva York       | Estados Unidos | Barclays Center                  | 26,079 / 26,079  | $3,158,563        |             |
| 16 de enero de 2014     | Washington D. C. | Estados Unidos | Verizon Center                   | 12,207 / 12,774  | $1,259,563        |             |
| 17 de enero de 2014     | Uncasville       | Estados Unidos | Mohegan Sun Arena                | 6,133 / 6,441    | $880,727          |             |
| 18 de enero de 2014     | Boston           | Estados Unidos | TD Garden                        | —                | —                 | —           |
| 19 de enero de 2014     | Uniondale        | Estados Unidos | Nassau Coliseum                  |                  | 8,402 / 11,000    | $673,304    |
| 21 de enero de 2014     | Pittsburgh       | Estados Unidos | CONSOL Energy Center             | —                | —                 | —           |
| 22 de enero de 2014     | Newark           | Estados Unidos | Prudential Center                | rowspan="4"      | 9,914 / 9,914     | $773,131    |
| 24 de enero de 2014     | Montreal         | Canadá         | Bell Centre                      | 11,282 / 11,282  | $1,007,060        |             |
| 27 de enero de 2014     | Toronto          | Canadá         | Air Canada Centre                | 14,149 / 14,149  | $1,309,200        |             |
| 29 de enero de 2014     | Philadelphia     | Estados Unidos | Wells Fargo Center               | 13,266 / 13,266  | $1,104,466        |             |
| 30 de enero de 2014     | Buffalo          | Estados Unidos | First Niagara Center             | —                | —                 | —           |
| 31 de enero de 2014     | State College    | Estados Unidos | Bryce Jordan Center              | —                | —                 | —           |
| Total                   | Total            | Total          | Total                            | Total            | 252,246 / 281,554 | $24,094,749 |